# Crónicas de Araván
Crónicas de Araván är ett studioalbum med det spanska progressiva power metal-bandet DarkSun. Albumet utgavs mars 2016 av skivbolaget FC Metal. En engelsk version utgavs september 2016 med namnet Chronicles of Aravan.

## Låtlista
1. "Cuando salga el sol" – 4:27
2. "La morada de celler" – 5:09
3. "A las puertas del Edén" – 5:40
4. "El lago y el dragón" – 5:57
5. "Cielo gris" – 5:31
6. "El legado" – 5:16
7. "La traición" – 5:51
8. "Veo la luz" – 5:22
9. "Dentro de ti" – 5:29
10. "Corazón de dragón" – 4:29
11. "Gloria y poder" – 4:50
12. "El lado oscuro" – 4:49
13. "Prisioneros del destino" – 4:49
14. "Como el viento" – 4:32

Låtlista (engelsk version)
1. "The Battle" – 5:30
2. "The Legacy" – 5:11
3. "Dragon Heart" – 4:27
4. "Beyond the Gates of Hell" – 5:39
5. "For the Gods" – 4:47
6. "See the Light" – 5:22
7. "The Red Dwelling" – 5:06
8. "Fighting as One" – 5:56
9. "My Last Surprise" – 4:26
10. "Fragile" (med Ralph Scheepers) – 4:05
11. "Broken Dreams" (med Peavy Wagner) – 4:41
12. "Betrayal" – 5:49
13. "You Against You" – 5:27
14. "The Battle" (radio edit) – 5:02

## Medverkande
Musiker (DarkSun-medlemmar)
- Tino Hevia – gitarr
- Adrián Huelga – basgitarr
- Miguel Pérez Martín – trummor
- Daniel G. (Daniel González Suárez) – sång, gitarr
- David Figueiras – gitarr

Produktion
- Dani G. (Daniel González Suárez) – producent, ljudtekniker, ljudmix, mastering
- Daniel Alonso – omslagskonst